# Velocità ascensionale media
La velocità ascensionale media (VAM) è un parametro che misura il numero di metri di dislivello in salita percorsi in un'ora.
Per il calcolo della VAM su una salita qualsiasi basta dunque dividere il dislivello (in metri) per il tempo (in minuti) e moltiplicare il risultato finale per 60.
Valori tipici sono 300-400 per un escursionista che percorre un sentiero montano; 800-1000 per un ciclista amatore che percorre una salita su asfalto. La VAM viene solitamente calcolata per salite di durata superiore ai 15-20 minuti.